# Micrognathus brevirostris
Micrognathus brevirostris är en fiskart som först beskrevs av Ruppell 1838.  Micrognathus brevirostris ingår i släktet Micrognathus och familjen kantnålsfiskar.

## Underarter
Arten delas in i följande underarter:
- M. b. brevirostris
- M. b. pygmaeus